# Chiesa di Santa Maria (Orcheston)
La chiesa di Santa Maria (in inglese St Mary's church) è la parrocchiale anglicana che si trova a Orcheston, villaggio e parrocchia civile della contea del Wiltshire nel Sud Ovest dell'Inghilterra. Il luogo di culto risale al XIII secolo, rientra nella diocesi di Salisbury ed è considerato un monumento di seconda categoria per il suo particolare interesse storico e architettonico.

## Storia

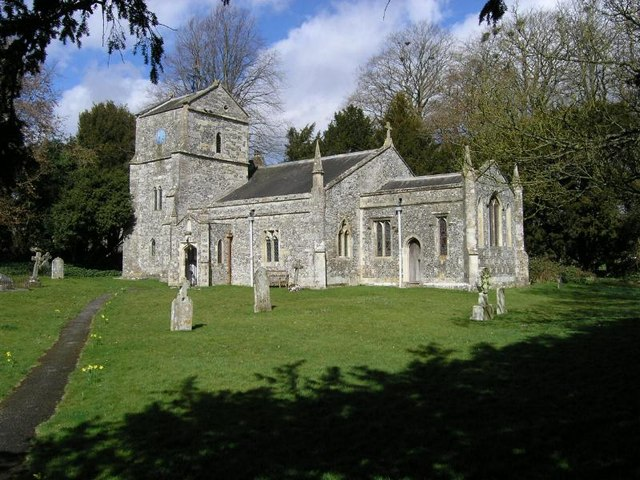
Chiesa di Santa Maria con accanto il cimitero della comunità

La chiesa parrocchiale di Orcheston venne quasi certamente edificata a partire dal XIII secolo, nel periodo sassone, e la dedicazione a Santa Maria è infatti attestata intorno a questo periodo. Nel 1297 era insolita l'annotazione del nome di una chiesa nei registri, e questo è anche in linea con la tendenza sassone a intitolare le chiese alla Vergine Maria. La chiesa fu restaurata nel 1699 da Sir Stephen Fox e di nuovo nel 1852, forse da Wyatt. La chiesa ha subito numerose modifiche, soprattutto tra il 1832 e il 1833, quando gran parte dell'interno fu ricostruito e modificato. La navata e la torre occidentale furono aggiunte nel XIII secolo. La torre fu poi ricostruita in pietra nel 1637 per renderla più alta ma meno ripida e una scala fu aggiunta anche nell'angolo sud-est della torre. Nonostante le modifiche, conserva ancora la sua muratura del XIII secolo sul lato nord.
Nel XIV secolo la navata fu ricostruita insieme a due campate occidentali, mentre le restanti campate furono costruite successivamente nel XV secolo. Il presbiterio fu costruito o ampiamente modificato nel XVI secolo e poi nel biennio 1832-1833 il presbiterio, il muro nord e le pareti della navata furono ricostruiti, insieme al portico precedentemente in legno, spostato e ricostruito in pietra. Le due arcate a sesto acuto del presbiterio sul lato nord e la navata, insieme al muro orientale del presbiterio, sia all'esterno sia all'interno, sembrano risalire all'inizio del XIX secolo. La chiesa possedeva tre campane che furono distrutte da un incendio nel 1914. Tra queste, due erano state fuse a Salisbury nel 1553 ed erano sopravvissute fino al 1914, mentre la campana di Clement Tosier era stata aggiunta nel 1715. Dopo l'incendio del 1914, le tre campane furono sostituite da tre nuove, fuse nel 1916 da John Taylor & Co di Loughborough.
Nel 1553 fu certificato che la chiesa non aveva ancora un pulpito e che mancava anche un tappeto per la mensa della comunione. Tre parrocchiani, per questa situazione, nel 1584 non ricevettero la comunione pasquale, poiché la chiesa era ritenuta inadatta al culto e incompleta. Il tesoro liturgico della chiesa venne a poco a poco costituito con un calice nel XVI secolo, una coppa elisabettiana nel 1506 e una caraffa nel 1729. Di quel periodo ci sono pervenute le trascrizioni incomplete di registri di battesimi del 1688 e quelli di matrimoni e sepolture del 1691. Oltre a quelli attualmente in uso nella chiesa, questi sono conservati presso il Wiltshire & Swindon History Centre di Chippenham.
Nel 1783 si teneva una funzione ogni domenica e nessuna nei giorni feriali. Di solito, alle celebrazioni di Natale, Pasqua e Pentecoste si contavano 12 comunicandi. In seguito, le funzioni aumentarono e divennero più regolari, portando il numero dei comunicandi a 40. Nella parrocchia prestarono servizio molti sacerdoti nel corso degli anni. Ricevette molta attenzione e partecipazione dai fedeli come si può desumere dai registri parrocchiali e dai numeri costantemente elevati di matrimoni, battesimi e sepolture, nonché dalla partecipazione alle riunioni. Nel 1933 le due rettorie di Orcheston, quella di Santa Maria e di San Giorgio, furono unite nel beneficio di Orcheston. Le precedenti raccomandazioni del 1650 di unire le due parrocchie non erano mai state attuate.

## Descrizione
L'English Heritage ha inserito dal 4 luglio 1985 la chiesa di Santa Maria a Orcheston tra gli edifici storici come monumento classificato di seconda categoria col numero 1181876. Il luogo di culto risale al XIII secolo e rientra nella diocesi di Salisbury.

### Esterni
Il luogo di culto si trova nella parte settentrionale dell'abitato di Orcheston, villaggio e parrocchia civile  nel Sud Ovest dell'Inghilterra. La chiesa è costruita in pietrisco calcareo e selce e la sua pianta comprende la torre a sud-ovest, il presbiterio, la navata laterale sud, il transetto sud, il portico della navata sud e un portale della fine del XIII secolo. La navata presenta spessi muri est e ovest, probabilmente superstiti della piccola chiesa del XII secolo dalla quale si è ottenuta quella odierna.
Il portico a timpano del 1833 presenta contrafforti diagonali che si innalzano fino ai pinnacoli, una porta ad arco Tudor con smusso cavo e una nicchia a punta nel timpano. Nella cella campanaria vi sono tre campane fuse nel 1916 da John Taylor & Co. A destra la navata centrale presenta una finestra a due luci con capitello ogivale compreso in una cornice quadrata. La bifora orientale della navata centrale risale al 1400 circa, e si presenta con sommità ogivali a cuspide, una cornice marcapiano a livello della gronda e un parapetto semplice con cimasa a sella. Il presbiterio riceve luce a sinistra da una bifora in stile XVI secolo e a destra da una monofora in stile XVI secolo, entrambe con cornici. A est si trova una bifora ad arco Tudor con cuspide e cornici, con alte nicchie a punta su entrambi i lati. Il lato nord del presbiterio ha una monofora e una bifora a punta con cornici. Il lato nord della navata ha una trifora centrale del XVI secolo con teste a punta intrecciate e cornici, su entrambi i lati una bifora a cuspide con gocciolatoio. L'estremità ovest ha una trifora del XVI secolo con cornici. La torre quadrata si erge su tre piani ed è irrobustita da contrafforti diagonali. Il lato sud ha una monofora al piano terra e una bifora a cuspide al secondo piano, una cornice marcapiano fino al vano campanario, i lati nord e ovest hanno monofore a cuspide bloccate, il lato sud ha un quadrante dorato e un tetto a falde. La copertura dei tetti è in selce, calcare e ardesia gallese.

### Interni
Gli interni sono di discrete dimensioni, con navata centrale, navata laterale e presbiterio. La porta interna è di inizio XIII secolo e presenta una grande modanatura a rullo continua, mentre le porte doppie a 6 pannelli sono di inizio XIX secolo. La navata sud è a due campate che risalgono a metà XIII secolo e presenta un'arcata a sesto acuto su colonne cilindriche e archi a doppia smussatura. La navata centrale a tre campate è del XIII secolo e presenta una copertura con travi smussate a vista e puntoni con cuspidi contro i pilastri, come le luci. L'arco di accesso al presbiterio è a sesto acuto con doppia smussatura. Il presbiterio è semplice, ricostruito nel 1833, ha il soffitto a costoloni e la sua estremità orientale presenta archi ciechi su entrambi i lati della finestra, corrispondenti a nicchie esterne e separati da fusti annessi. Gli arredi, risalenti al 1833, includono un pregevole altare e un fonte battesimale ottagonale con pannelli traforati, e un pulpito ottagonale nello stesso stile. Il pavimento è in piastrelle policrome e i banchi sono degli anni sessanta del XIX secolo. Il presbiterio ha una porta riservata all'officiante a punta smussata.